# 加藤明治
加藤 明治（かとう あきはる）は、江戸時代中期の近江国水口藩の世嗣。官位は従五位下・周防守。

## 略歴
初代藩主・加藤明友の三男として誕生。
水口藩庶子として生まれ、貞享元年（1684年）徳川綱吉に拝謁して新封1000俵を賜る。元禄元年（1688年）には中奥小姓となり、元禄6年（1693年）叙任。元禄10年（1697年）には新知1000石を給されたが、元禄15年（1702年）に子のなかった兄で2代藩主・加藤明英の養子となった。しかし、家督相続前の正徳元年（1711年）に死去。
代わって、長男・嘉矩が嫡子となった。

## 系譜
- 父：加藤明友（1621-1684）
- 母：不詳
- 正室：松平信通養女 - 松平忠栄の娘
  - 長男：加藤嘉矩（1693-1724）
- 生母不明の子女
  - 次男：加藤明喬
- 養子
  - 女子：水野忠昭正室 - 加藤明教娘